# Monadofilosa
Monadofilosa es un subfilo de protistas del filo Cercozoa que comprende muchas amebas filosas (por ejemplo, euglífidos y tectofilósidos) y numerosos zooflagelados, en su mayoría móviles por deslizamiento sobre el substracto y con frecuencia con fuerte tendencia seudopodial, a menudo filopodial. Algunos grupos presentan un recubrimiento de una o dos capas (Metromonadea), recubrimientos de escamas o placas silíceas, a menudo imbricadas (Imbricatea) o tecas (Thecofilosea), mientras que otros carecen de ellas (Sarcomonadea).